# Sjtsjolkovo
Sjtsjolkovo (Russisch: Щёлково) is een stad in de Oblast Moskou in het westen van Rusland. De stad ligt ongeveer 35 kilometer ten noordoosten van Moskou, aan de rivier Kljazma. De stad telde 112.865 inwoners bij de volkstelling van 2002.
Sjtsjolkovo is sinds 1925 een stad, maar werd al rond 1520 gesticht. Het was toen tevens in het bezit van het klooster Troitse-Sergieva Lavra. Sinds de 18e eeuw werd de plaats bekend als handwerksplaats, vooral door de bewerking van zijde.

## Geboren
- Aleksandr Skvortsov (1966), kosmonaut
- Roman Romanenko (1971), kosmonaut

Aprelevka · Balasjicha · Bronnitsy · Chimki · Chotkovo · Dedovsk · Dmitrov · Doebna · Dolgoproedny · Domodedovo · Drezna · Dzerzjinski · Elektrogorsk · Elektro-oegli · Elektrostal · Frjazino · Golitsyno · Istra · Ivantejevka · Jachroma · Jegorjevsk · Joebilejny · Kasjira · Klimovsk · Klin · Koebinka · Koerovskoje · Kolomna · Koroljov · Kotelniki · Krasnoarmejsk · Krasnogorsk · Krasnozavodsk · Krasnoznamensk · Likino-Doeljovo · Ljoebertsy · Lobnja · Loechovitsy · Losino-Petrovski · Lytkarino · Moskovski · Mytisjtsji · Naro-Fominsk · Noginsk · Odintsovo · Orechovo-Zoejevo · Ozjerelje · Ozjory · Pavlovski Posad · Peresvet · Podolsk · Poesjkino · Poesjtsjino · Protvino · Ramenskoje · Reoetov · Roeza · Rosjal · Sergiev Posad · Serpoechov · Sjatoera · Sjtsjerbinka · Sjtsjolkovo · Solnetsjnogorsk · Staraje Koepavna · Stoepino · Taldom · Troitsk · Tsjechov · Tsjernogolovka · Vereja · Vidnoje · Volokolamsk · Voskresensk · Vysokovsk · Zarajsk · Zjeleznodorozjny · Zjoekovski · Zvenigorod